# Chaetonotus odontopharynx
Chaetonotus odontopharynx is een buikharige uit de familie Chaetonotidae. De wetenschappelijke naam van de soort werd in 1986 voor het eerst geldig gepubliceerd door Grosso & Drahg. De soort wordt in het ondergeslacht Chaetonotus geplaatst.